# Oblężenie Iskorostenia
Oblężenie Iskorostenia – oblężenie, które miało miejsce w roku 946 w trakcie wojny Rusów z Drewlanami.
Drewlanie po krótkiej fazie zależności od władców Kijowa ponownie zaczęli uważać się za niezależnych  
W 945 roku Drewlanie zbuntowali się przeciwko zbyt wysokim daninom ściąganym przez ruskich dowódców; trudno jednoznacznie powiedzieć czy bunt był spowodowany postawą Swenalda czy Ingvara.
Latem 945 r. Igor Rurykowicz (prawdziwe imię to Ingvar) podjął kolejną wyprawę niszcząc i paląc ziemie Drewlan. Po dotarciu do ich stolicy Iskorostenia, Kijowianin otrzymał okup, po czym z łupami rozpoczął marsz powrotny do swojej stolicy. W trakcie powrotu Rus na czele niewielkiego oddziału powrócił jednak pod Iskorosteń łupiąc kolejne osady. W odwecie Drewlanie zaatakowali niewielki oddział zabijając Ingvara i jego drużynników. 
Po śmierci księcia jego miejsce na tronie kijowskim zajęła małżonka Olga, której udało się szybko zespolić wojska Rusów. Władczyni zdecydowała się pomścić śmierć Igora (Ingvara), kontynuując wojnę z Drewlanami. Wyrazem bezwzględnego rozprawienia się z przeciwnikiem było zakopanie żywcem 20 posłańców Drewlan, którzy przybyli do Olgi chcąc wymusić na niej ustępstwa. 
Posłowie zażądali aby przed oblicze Olgi wniesiono ich na łodzi. Rusowie wykopali wielki dół a po wniesieniu posłów zgodnie z ich życzeniem na łodzi, wrzucili ją wraz ze znajdującymi się wewnątrz Drewlanami do środka zasypując ludzi piaskiem. 
- Zemsta Olgi: Posłańcy Drewlan zostają zasypani żywcem

Kolejnych posłów Drewlan zaproszono do łaźni gdzie podłożono ogień, wszyscy spalili się żywcem. 
- Śmierć kolejnych posłańców drewlańskich w łaźni

Po krwawej zemście na posłańcach drewlańskich księżna wraz ze swoim wojskiem wyruszyła do Iskorostenia. W ramach zawartego rozejmu miało tam dojść do uczty z zaproszonymi Drewlanami podczas której wojowie Olgi mieli zamordować 5 000 zmożonych miodem pitnym drewlańskich arystokratów (liczba mało prawdopodobna).
Ostatnim celem Rusów była stolica Drewlan Iskorosteń. Atak na miasto nie powiódł się jednak. W kolejnym roku 946 Olga wzmocniona nowymi posiłkami Ruso-Waregów dowodzonymi przez potężnego Swenalda i Asmonda ponownie wyprawiła przeciwko miastu. Opór stolicy trwał kilka miesięcy, a żadna ze stron nie miała przewagi. Jesienią na skutek braku żywności Drewlanie rozpoczęli negocjacje chcąc skłonić najeźdźców by odstąpili od oblężenia. Władczyni Kijowa zastosowała fortel, przyjęła od parlamentariuszy niewielką daninę składającą się z gołębi i oznajmiła zawarcie pokoju. W chwili gdy Drewlanie świętowali zakończenie walk, Rusowie wypuścili do grodu otrzymane ptaki którym przytwierdzono i podpalono łatwopalny materiał. W Iskorosteniu wybuchł pożar który strawił cały gród. Uciekinierów wyłapano i pozabijano, innych wzięto do niewoli. Upadek Iskorostenia wywołał przerażenie w pozostałych grodach drewlańskich, których mieszkańcy skapitulowali przed kijowską księżną godząc się na płacenie jej daniny. 
Te wydarzenia przesądziły o utracie niezależności drewlańskiej i podporządkowały te jedne z najstarszych ziem słowiańskich władcom o pochodzeniu skadynawskim.
- Rzeź Drewlan